# Rosa Pedraglio
Rosa Pedraglio (Lima, 1 de febrero de 1920-Ib., 7 de junio de 1998) fue primera dama del Perú y la primera esposa del general Francisco Morales Bermúdez, militar y político peruano, quien ocupó la Presidencia del Perú entre el 29 de agosto de 1975 y el 28 de julio de 1980 en la llamada segunda fase del Gobierno Revolucionario de las Fuerzas Armadas.

## Biografía
Hija de Humberto Pedraglio y Oddone, descendiente de Andrés Bello, y de Rosa Olivera Walther, fueron padres de 14 hijos de los que Rosa fue la menor. 
Estudió en el Colegio Italiano Antonio Raimondi de la ciudad de Lima.
Se casó con Francisco Morales Bermúdez con quien tuvo cinco hijos: Remigio, Humberto, Francisco, María Rosa y Bruno. Su hijo Remigio fue Ministro de Agricultura en el primer gobierno aprista y uno de los principales colaboradores del presidente Alan García.
Creó el Centro de Promoción Familiar Rosa de Lima como Presidenta de la Junta de Asistencia Nacional (JAN) el 4 de noviembre de 1977.
| Predecesora: Consuelo Gonzáles Posada de Velasco | Primera dama de la Nación Agosto de 1975 a julio de 1980 | Sucesora: Violeta Correa de Belaúnde |

- Datos: Q5401273